# Династія Магамеґавагани
Династія Магамеґавагани — династія, що утворилася під час занепаду імперії Маур'їв. Панувала над регіонами Калінга, Кошала і Андхра. Була підкорена імперією Гуптів.

## Історія
Засновником держави був Магамеґавагана, що вів свій родовівд від царів Чеді. Ймовірно під час занепаду імперії Маур'їв десь наприкінці III ст. до н. е. став незалежним, а близько 220 року до н.е захопив землі колишнього царства Калінга, куди переніс свою столицю. Він та його наступники активно розширяли володіння, користуючись подальшою втратою володінь Маур'ями.
Найбільшого піднесення держава досягла за часів магараджи Харавели, який просунувся на північний захід, півдкоривши південь регіону Кошала. Водночас захоплено регіон андхрів, дійшовши до майже південної частини Індостану уздовж Бенгальської затоки, встановивши зверхність над державою Чола (так званими Ранніми Чола). Лише Пандью не вдалося підкорити. Велися успішні війни проти держав династії Шунга в Маґадгі на північному сході. Також змушено Греко-Бактрійське царство відмовитися від земель в центральній і нижній частині Гангу.
У 100-х роках відбувається протистояння з державою Сатаваханів, внаслідок чого було втрачено Південну Кошалу і Андхру. Після занепаду цього суперника у 220-х роках н. е. представники династії Магамеґавагани повернулися до своєї влади південну Кошалу та встановили зверхність над династією Ікшваку, а потім над Паллавами. Проте вже до початку IV ст. починається ноовий занепад, викликаний піднесенням Паллавів.
Втім з середини I ст. н.е., починаючи з правителів Вакрадеви Кудепасірі та Вадухи, починається послаблення держави, внаслідок чого Паллави ,а поітм Ікшваку здобули самостійність на початку 200-х років.
У середині IV ст. внаслідок війн з імперією Гуптів було втрачено решту володінь, окрім регіону Калінга. Невдовзі Магамеґавагани визнали зверхність Гуптів, а близько 400 року самостійність держави була ліквідована.
Ймовірно династія Сада, що правила невеличкою областю Амараваті в регіоні Андха, була побічною гілкою династії Магамеґавагани. Разом з тим відбулася значна міграція правлячої еліти до Яви, де було засновано держави Таруманагара і Калінґґа.

## Економіка
Основу становили землеробство (особливо вирощування рису), ремісництво та торгівля. Значно розвитку набула морська торгівля з державами Анурадхапура, Пхном, Ламап, Танджунгпура, Салаканагара, кадатуанами (міста-державами) о. Суматра. В усім них було створено торговельні факторії.

## Культура
Основною релігією був джайнізм, але індуїзм та буддизм не заборонялися. Відомі печерні комплекси Удаягірі («Східний пагорб») та Хандагірі («Зламаний пагорб») II ст. до н. е. (часів панування Харавели). Вони є найвидатнішим прикладом архітектури часів цієї династії.

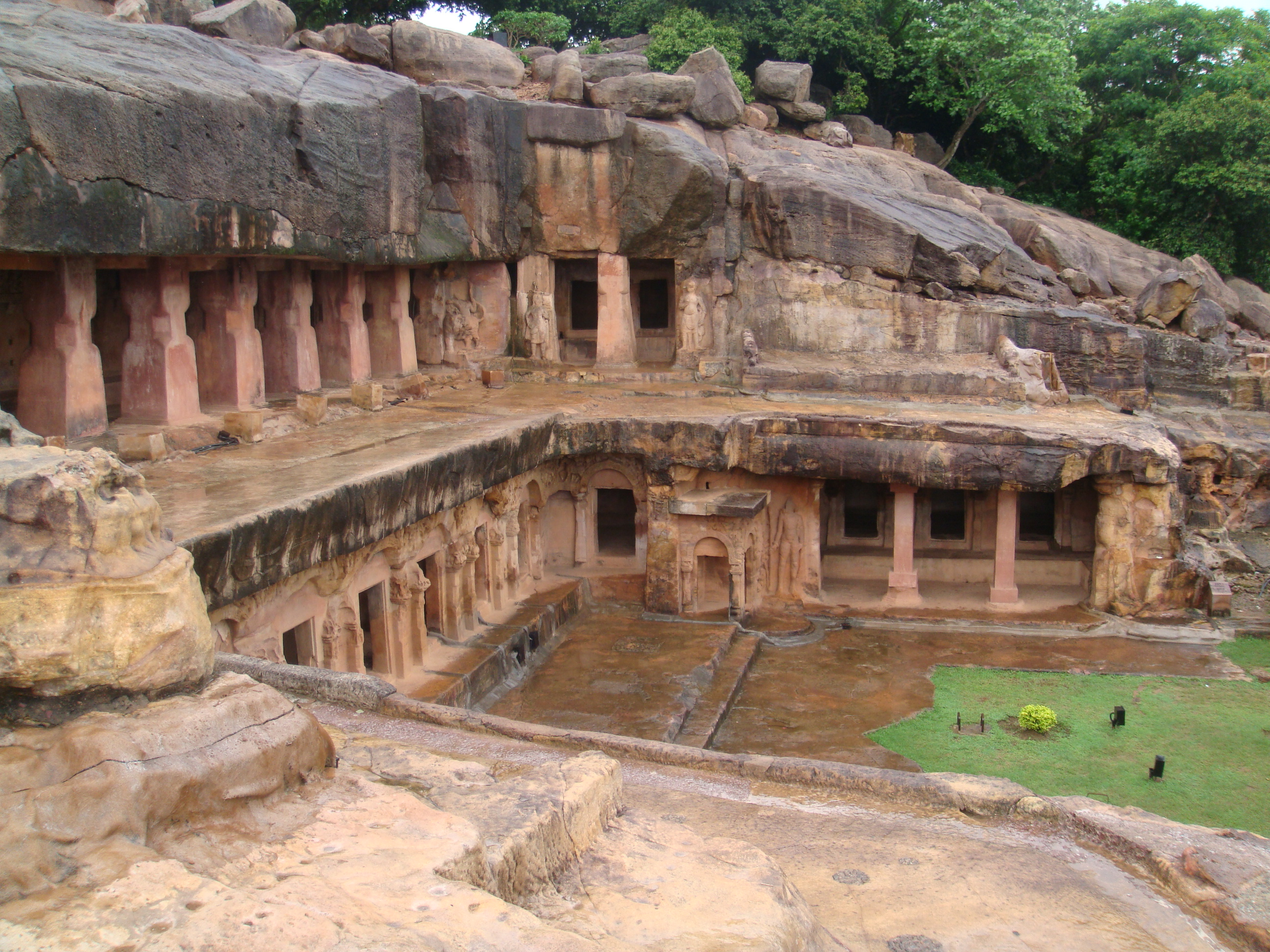
Печері Удаягірі

Удаягірі складається з 18 печер, а Хандагірі — 15. У печері Хатігумфа («Печера слона») з комплексу Удаягірі є джайністський напис із 17 рядків, вирізаних глибоко вирізаними літерами брахмі. Ця та інша печера Ганешагумфа (печера № 10) особливо відомі завдяки художній цінності їхн скульптур і рельєфів, а також через історичну важливість написів. Рані-ка-Наур (Печера Палацу правительки) також є печерою з великою різьбленням і ретельно прикрашеною скульптурними фризами. Печера Ананта зображує різьблені фігури жінок, слонів, атлетів і гусей, що несуть квіти.